# Burg Gudenau

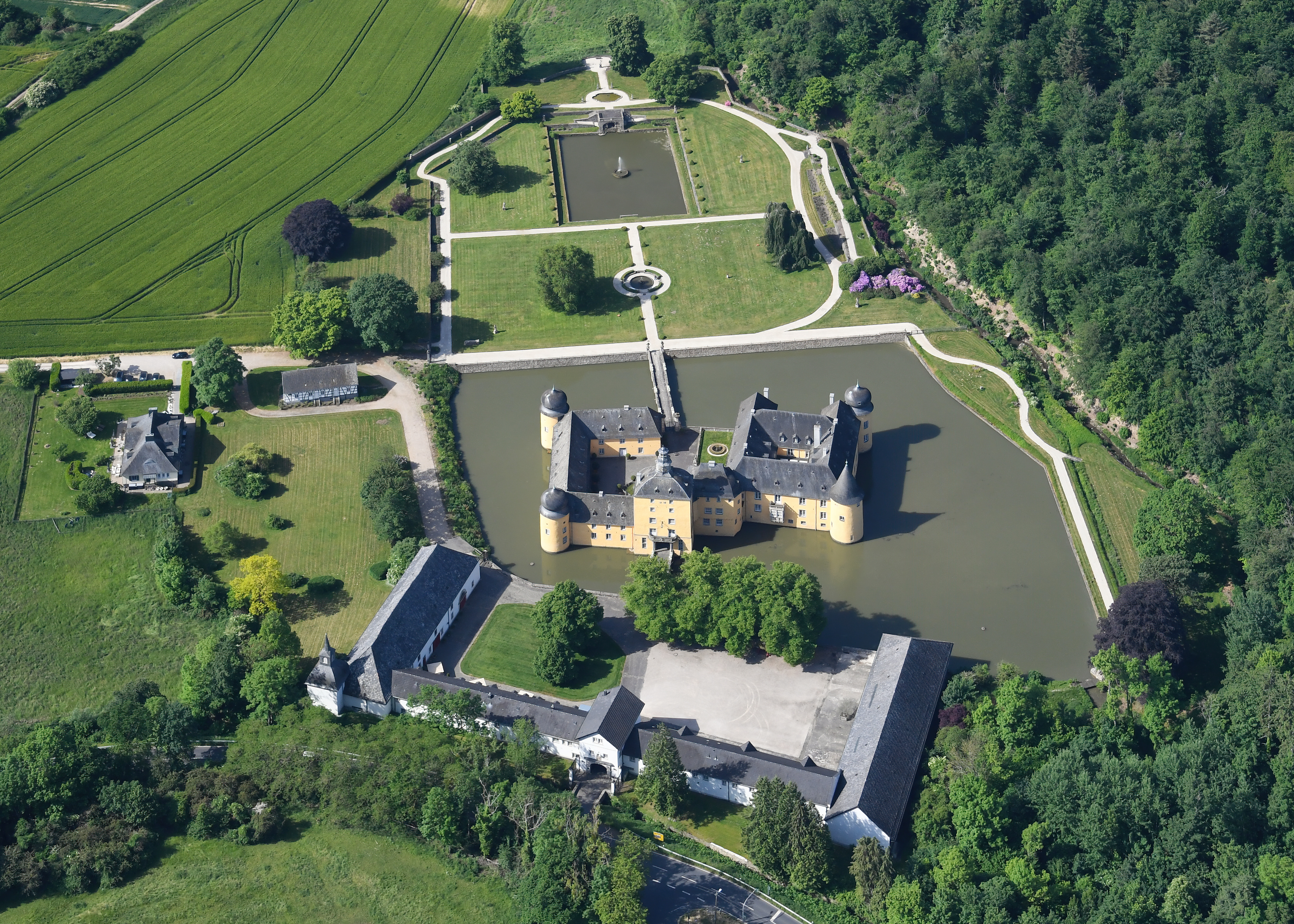
Die gesamte Burganlage mit Barockgarten

Burg Gudenau ist eine zweiteilige Wasserburg in der Nähe von Villip in der Gemeinde Wachtberg im Rhein-Sieg-Kreis.

## Geschichte

### Baugeschichte
Die Wasserburg ist im frühen 13. Jahrhundert entstanden und erhielt im 17./18. Jahrhundert ihr heutiges Erscheinungsbild.
Um 1560 wurde die vierflügelige Hauptburg mit rückwärtigem großem Park ausgebaut, der Zeit entsprechend etwa mit gotischem Erker und geschweiften Hauben. Einer der vier runden Ecktürme hat ein spitzes Schieferdach, die Dächer der übrigen drei Ecktürme sind barock.
Eine Vorburg mit fünfgeschossigem Torturm, geschiefertem Walmdach und achteckigem Uhrentürmchen steht an der Frontseite der Burg.
Die in drei Terrassen gestaffelte Gartenanlage wurde im 17. Jahrhundert mit italienischen Einflüssen gestaltet. Sie ist der einzig erhaltene private Barockgarten des Rheinlandes. Eine Besichtigung der Parkanlagen der Burg ist von März bis Dezember an Wochentagen möglich.

### Besitzer
Die Burg war ein Burglehn des seit 1246 kurkölnischen Schlosses Altenahr, die Lehnsnehmer nannten sich Herren von Gudenau. 1362 heiratete Lysa von Gudenau den Kölner Ritter Philipp Scherffgen, der 1372 mit der Burg belehnt wurde. Seine Tochter Elisabeth verkaufte das Gut 1402 ihrem Schwiegervater Gothard Burggraf zu Drachenfels. Dessen Urenkel Clas von Drachenfels zettelte einen Streit mit dem Erzbischof Ruprecht von Köln an, der Gudenau einnahm und erst 1469 wieder herausgab; Clas wurde 1493 von seinem Vetter Heinrich von Drachenfels erschlagen. Seine Schwester Appolonia war mit Otto Waldbott von Bassenheim verheiratet und erbte Gudenau sowie Anteile an der Burggrafschaft Drachenfels. Die Landeshoheit kam 1550 an das Herzogtum Jülich. Mehr als 200 Jahre war Gudenau dann Wohnsitz einer Linie der Waldbotts, die den Grundbesitz bedeutend vermehrte, auch das „Ländchen Drachenfels“ 1634 und 1695 ganz in ihren Besitz brachte, 1735 aber mit dem Freiherrn Klemens August erlosch; seine Schwester brachte den Besitz an die Freiherren von der Vorst-Lombeck zu Lüftelberg, die im Rahmen eines Erbvergleichs 1776 auch die Herrschaft Drachenfels von der Bornheimer Linie der Waldbotts übernahmen.

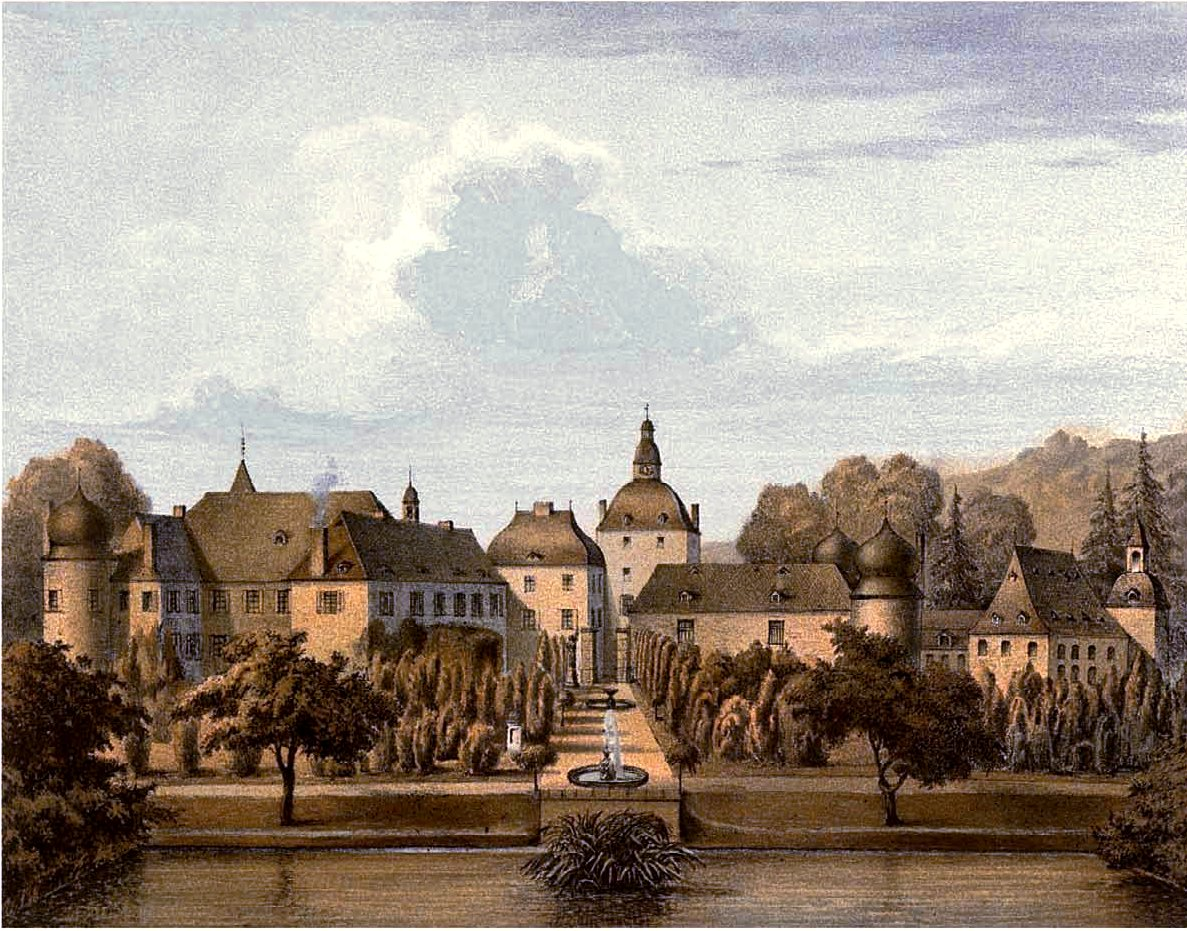
Burg Gudenau, Sammlung Alexander Duncker

Die herrschaftlichen Rechte gingen unter der französischen Besatzung verloren. Maximilian von der Vorst-Lombeck verkaufte das Gut 1812 an seine Schwiegermutter Auguste Freifrau von Mirbach und wanderte nach Österreich aus. Deren Sohn Johann Wilhelm von Mirbach verkaufte 1834 an Graf Hermann Philipp von Hompesch zu Rurich und Theophil Anton von Hompesch zu Visberg. 1836 verkauften diese an die Familie Fiévet aus Köln. 1882 ist der Kommerzienrat Franz Carl Guilleaume aus Köln als Eigentümer von Gudenau nachweisbar. Bis etwa zur Mitte des 20. Jahrhunderts war die Burg Gudenau im Besitz der Familie Freiherr von Felten-Guilleaume. Jetzt gehört die Burg Henriette Gräfin von Strassoldo, einer Urenkelin der Familie von Guilleaume. Im Rahmen der Art Cologne 2015 öffnete die Kunstsammlerin Gräfin Strasoldo die Pforten ihres Schlosses für eine Gruppenausstellung mit Werken von Siegfried Anzinger, Markus Huemer, Leiko Ikemura, Wilhelm Mundt, Mirko Reisser, Andreas Schulze, Rainer Splitt, Pia Stadtbäumer, Ralf Ziervogel, Peter Zimmermann.
Bei einem Unwetter Anfang Juni 2016, das in der gesamten Gemeinde Wachtberg und den umliegenden Kommunen große Schäden anrichtete, wurde auch die Burganlage überschwemmt.